# Classic Albums: Nirvana – Nevermind
Classic Albums: Nirvana – Nevermind est un documentaire sur la conception de l'album musical Nevermind (1991) du groupe Nirvana distribué en DVD par Eagle Vision le 22 mars 2005. D'une durée de 74 minutes, il comporte notamment des interviews exclusives de Dave Grohl, Krist Novoselic et Butch Vig à propos de l'enregistrement de l'album.
Il est certifié disque de platine aux États-Unis (plus de 100 000 exemplaires vendus) et en Australie (plus de 15 000 exemplaires vendus).

## Contenu

### Liste des pistes (extraits et making of)
1. Smells Like Teen Spirit
2. In Bloom
3. Come as You Are
4. Breed
5. Lithium
6. Polly
7. Territorial Pissings
8. Drain You
9. Lounge Act
10. Stay Away
11. On a Plain
12. Something in the Way

### Bonus
- Drain You [the story behind the making of the track]
- Dave Grohl Joins Nirvana
- Going to Record in LA
- Making of the Smells Like Teen Spirit Video
- Polly [live in concert]
- Nevermind: The Album Sleeve